# Thomas Ryan

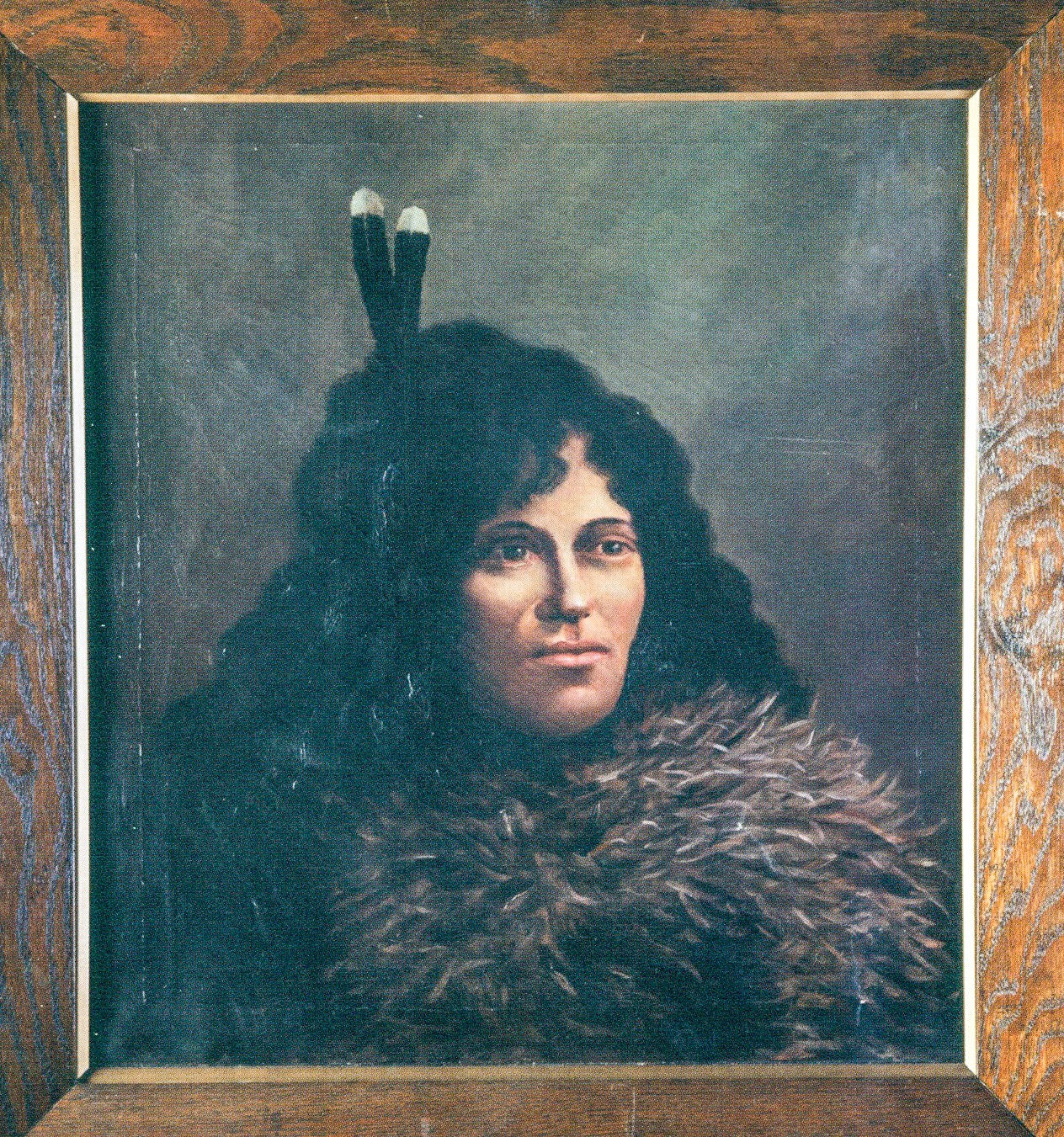
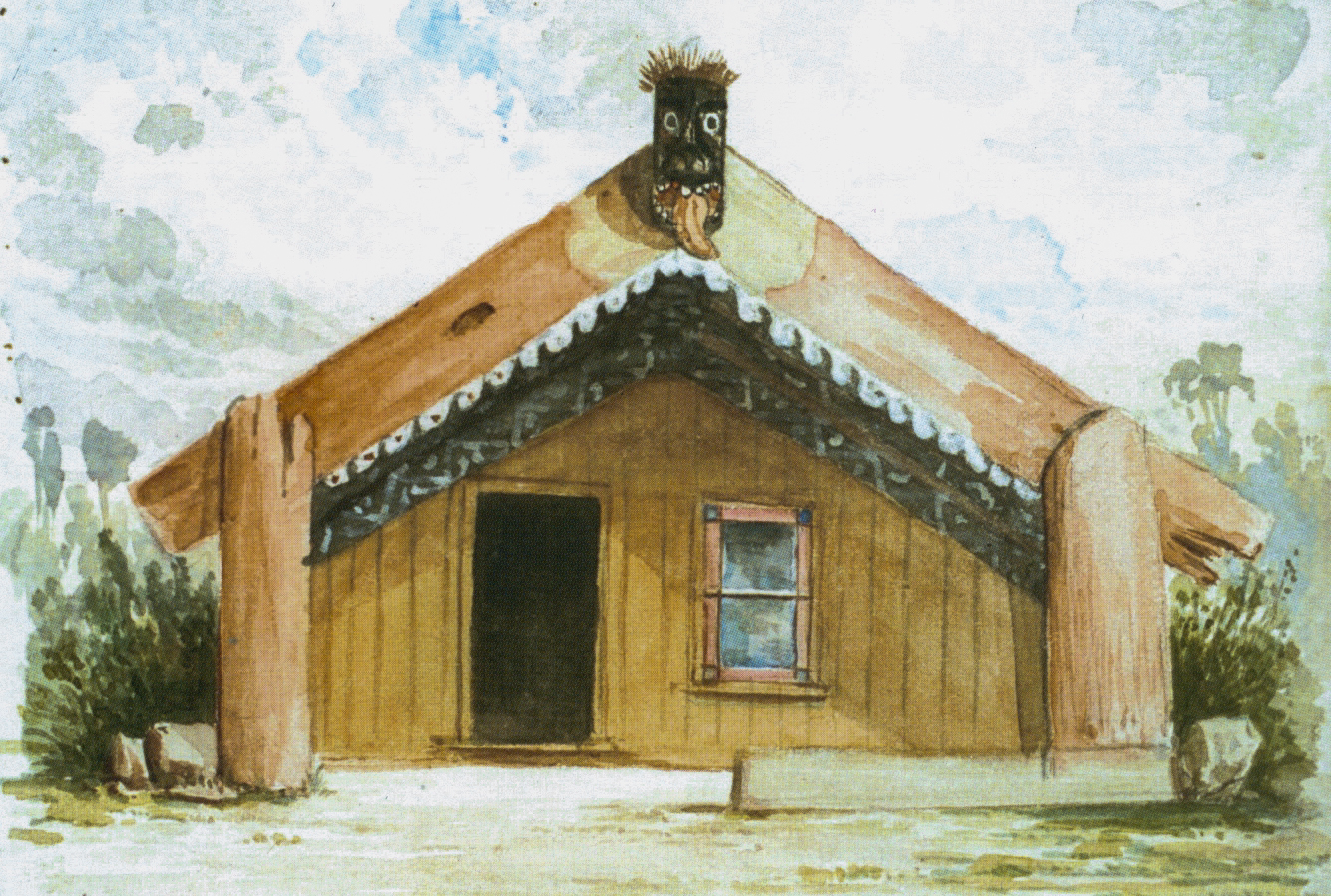
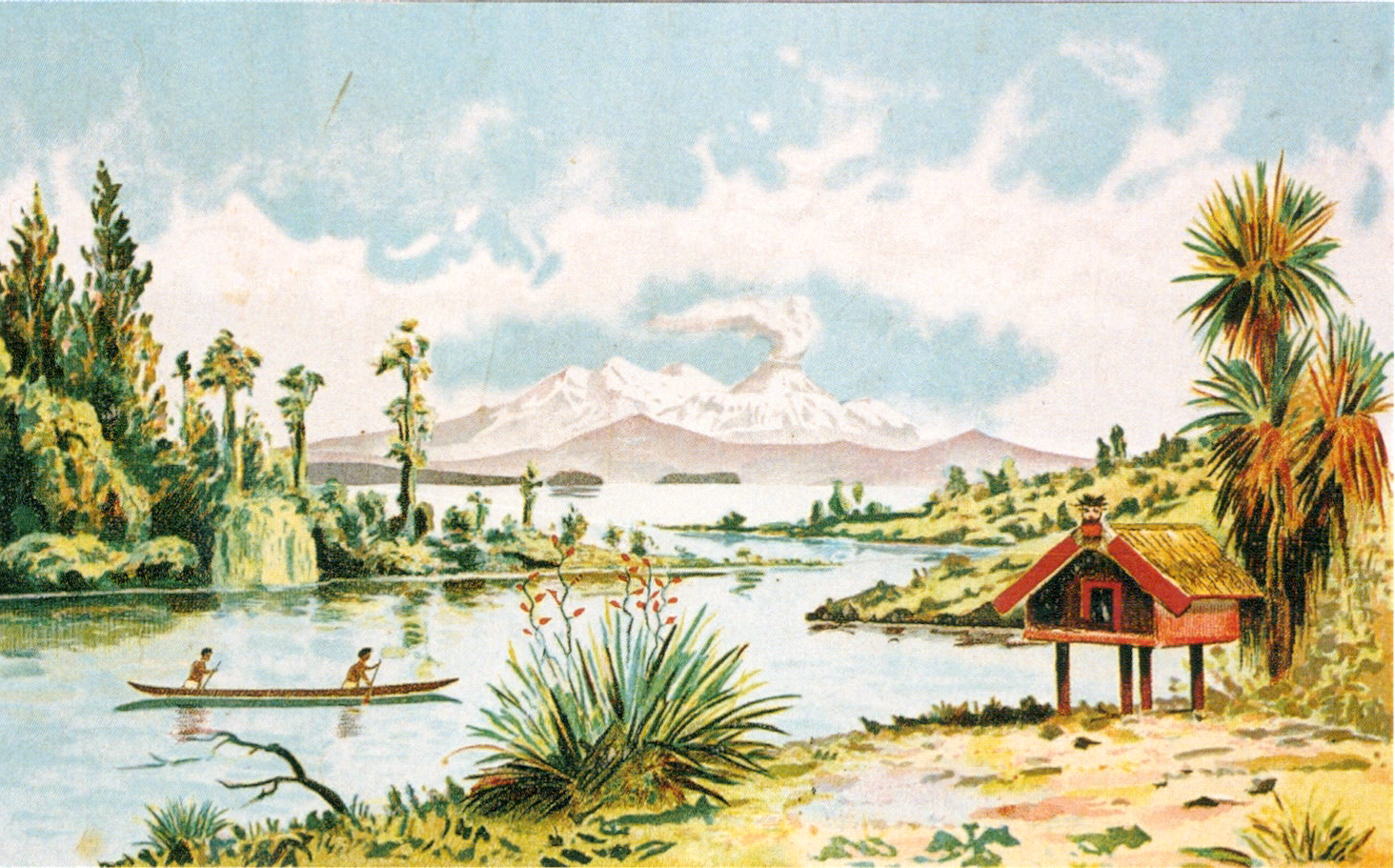
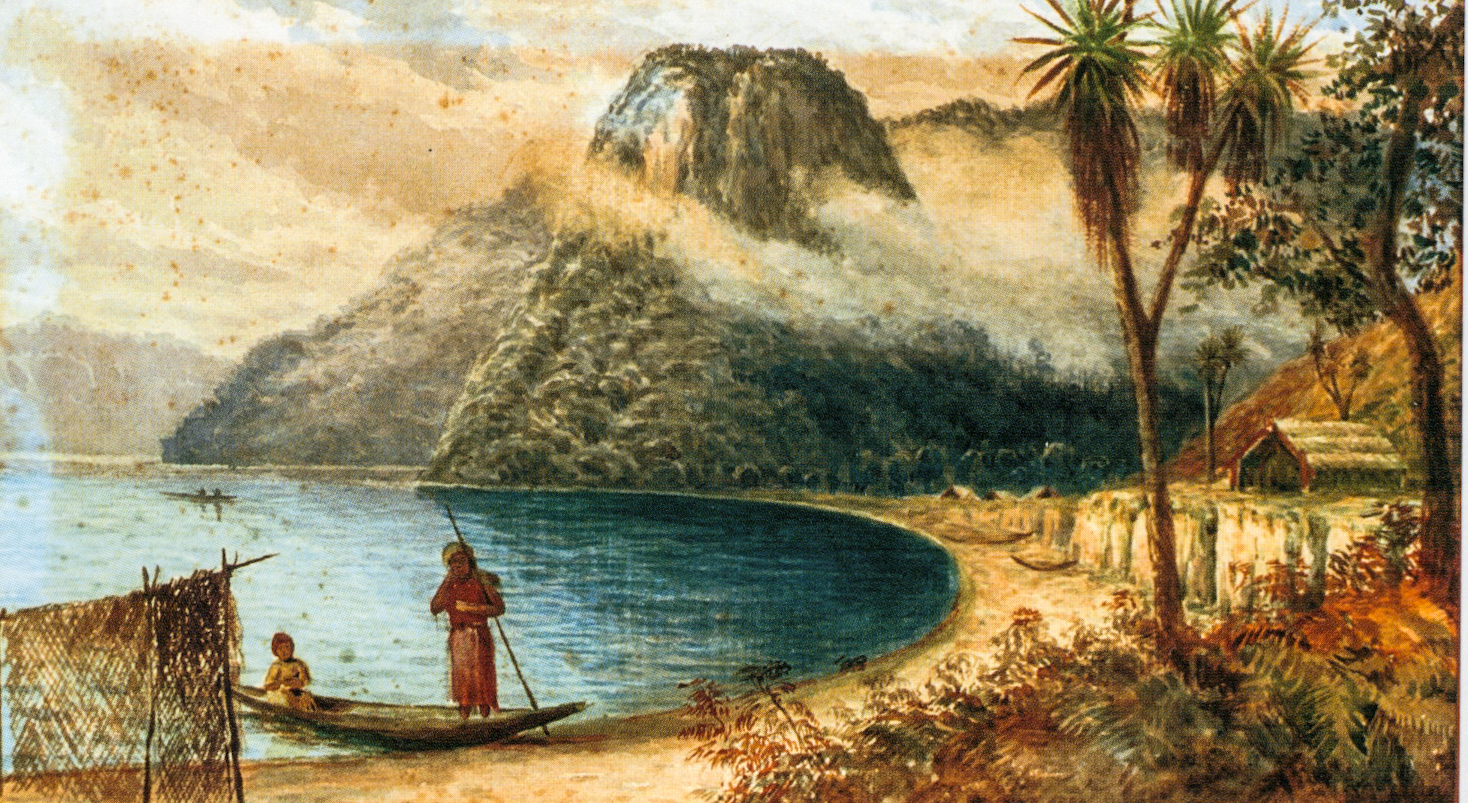

Thomas Ryan, detto Darby (Londra, 12 gennaio 1864 – Auckland, 21 febbraio 1927), è stato un rugbista a 15 e pittore neozelandese.